# The Echoing Green (hudební skupina)
The Echoing Green je skupina, jejímž žánrem je electronica/synthpop. Začali jako duo s Joey Belvillem and Aaronem Bowmanem v roce 1992 a dosud vydali jedenáct alb. Název je odvozen od básně, kterou napsal William Blake.
Skupina se původně pokoušela pracovat pro křesťanskou nahrávací společnost, ale zakladatel skupiny (Joey Belville) odmítal psát texty, které se snadno prodávají, a proto tato spolupráce byla ukončena. Faktem je, že skupina se distancuje od nálepky „křesťanská kapela,“ protože toto označení považuje za „hloupý stereotyp". Jejich cílem je spíše skloubení upřímných textů s popovou elektronickou hudbou. Protože však zakladatel skupiny je křesťan, tak písně s touto tematikou jsou součástí této upřímnosti.
První studiové album, které The Echoing Green nahráli, se jmenovalo Aria. Nikdy však nevyšlo, protože vydavatelství Blonde Vinyl records, které ho mělo distribuovat, zkrachovalo. Většina písní z tohoto alba byla vydána jako součást pozdějších alb.
Skupina 21. února 2011 a oznámila, že dokončila své jedenácté album In Scarlet and Vile, které bylo vydáno 11. března 2011, Digitální a fyzická verze alba byla vydána přes iTunes a vydavatelství A Different Drum.
The Echoing Green spolupracovali s elektronickými a rockovými skupinami jako Switchfoot, Viva Voce, Project 86, Mortal, System22, Neuroactive, Iris, Leiahdorus, Argyle Street, Sarah Masen, a Mandy Moore.

## Zajímavosti
Videoklipy k písním Oxygen a Apology byly natočeny v Praze.

## Diskografie

### Studiová alba
- Aria (nevydáno)
- Defend Your Joy (1994)
- Hope Springs Eternal (1997)
- The Echoing Green / The W's Split EP (1998)
- The Echoing Green (1998)
- Supernova (2000)
- Music from the Ocean Picture (2001)
- The Winter of Our Discontent (2003)
- In Scarlet and Vile (2011)

### Remixová alba
- Aurora 7.2 (1995)
- Science Fiction (1996) (re-issued in 2001)
- The Evergreen Annex - Remix Addendum (2002)

### Živá alba
- Glimmer of Hope (Recorded Live At TOM Fest '98)

### Kompilační alba
- Electronica (1998)
- Oceanaria v1.0 (2000)
- The Evergreen Collection (2002)
- Songs of Innocence and Experience - Hope and Science (2006 reissue of Hope Springs Eternal and Science Fiction)

### Singly
- If I Could... (1999)
- She's Gone Tragic (2000)
- Fall Awake (2003)
- The Story of Our Lives (2004)
- Suffer (2007)
- Sanctuary (2008)